# Doug Serrurier
Doug Serrurier (n. 9 decembrie 1920, Germiston, Gauteng, Africa de Sud – d. 4 iunie 2006, Alberton, Africa de Sud) a fost un pilot de Formula 1. De-a lungul carierei a luat startul în 2 curse, niciuna din pole-position. Nu a câștigat nicio cursă și nu a terminat niciodată pe podium, acumulând 0 puncte în întreaga activitate ca pilot de Formula 1.